# Lago Viedma
Il lago Viedma è un lago della Patagonia argentina, situato nella provincia di Santa Cruz, e in parte incluso nel parco nazionale Los Glaciares.
Il suo emissario, il fiume La Leona, trasporta le acque del lago al vicino lago Argentino.